# 大平貴之
大平貴之（1970年3月11日—）是日本的工程師與發明家，大平技研有限公司的執行董事。他的事蹟曾被改編成連續劇，並且由堂本剛飾演大平貴之。

## 簡介
1970年在神奈川縣川崎市出生。從小學時代開始，就一直製作星象儀。在1991年，大平貴之還在日本大學生產工程部機械工程科攻讀的時候，竟然獨力完成了透鏡投影式星象儀，成為當時的話題。到了1998年6月，大平貴之發表能夠投映100萬顆恆星的，重量僅30公斤的「便攜式」星象儀，即後來被稱為MEGASTAR的星象儀。
MEGASTAR的發表，可說是科技史上的一大突破。首先，它的重量僅有30公斤，與天文館的大型星象儀相比，簡直就是不可思議的輕。不過，更不可思議的是MEGASTAR的投影性能。天文館的大型星象儀，只可以投映數以萬計的恆星，就教學用途而言，是綽綽有餘的。然而，MEGASTAR卻可以投映過百萬的恆星，是大型星象儀的幾百倍。

## 自傳
- 『プラネタリウムを作りました。―7畳間で生まれた410万の星』 - 2003年出版 (ISBN 4767802512)

## 連續劇
- 向星星許願～在七疊間誕生的410萬顆星～

## 外部連結
- 大平貴之（页面存档备份，存于）
- メガスターホームページ（页面存档备份，存于）
- 日本科學未來館（页面存档备份，存于）
- 川崎市青少年科学館 メガスターII
- エンジニアtypeに掲載されたインタビュー
- ホリプロによるプロフィール（页面存档备份，存于）